# Daniel Johé
Daniel Johé (* 5. November 1981 in Darmstadt) ist ein deutscher Fernsehmoderator und Fernsehreporter.

## Werdegang
Johé ist in Groß-Umstadt aufgewachsen. Nach seinem Politik- und Anglistik-Studium an der Goethe-Universität in Frankfurt am Main und einer kurzen Zeit bei einer Gerichtssendung begann er als Hörfunk-Reporter beim Hessischen Rundfunk. Sein Volontariat führte ihn zum MDR, wo er unter anderem den Sachsenspiegel moderierte.
Johé wechselte wieder zum Hessischen Rundfunk. Seit Mai 2020 gehört er dort zum Moderatorenteam der Hessenschau. Außerdem ist er einer der Moderatoren der Sendung Die Ratgeber.